# Rover 600
La serie Rover 600 es una gama de coches del segmento D producidos bajo la firma británica Rover desde 1993 a 1999 y diseñados por Richard Wolley. Este coche fue muy popular en el sector ejecutivo compacto, con un gran porcentaje de las ventas para el mercado de flotas; se dejó de producir en la primavera de 1999. Este coche estaba basado en el Honda Accord.
El exterior del Rover 600 fue diseñado por Rover, una reencarnación del Honda Accord europeo, también construido en el Reino Unido por Honda en Swindon. La estructura de la plataforma y gran mayoría del contenido de ingeniería se obtuvieron de Honda, pero los vehículos fueron diseñados, al mismo tiempo, con un pequeño equipo de Rover en Japón. Los colores y tapicerías derivadas también se utilizaron para ayudar a separar el Rover de Honda en el mercado. Los 4 motores de gasolina de 1.8, 2.0 y 2.3 litros eran proporcionados por Honda. Sin embargo, el motor de 2.0 litros turbodiésel Rover L-Series y los motores de gasolina turboalimentados se desarrollaron por Rover.
El interior del 600 incluye la madera y recorte de cromado, así como los niveles relativamente altos de equipo, a pesar de que la capacidad de estirar las piernas en los asientos traseros fue criticada como bastante limitada. El interior era similar al Honda Ascot Innova construido en Japón, excepto por algunos cambios cosméticos. La alfombra tampoco era evidente a lo largo del borde inferior del tablero, aunque sí figuraba así en el Innova.

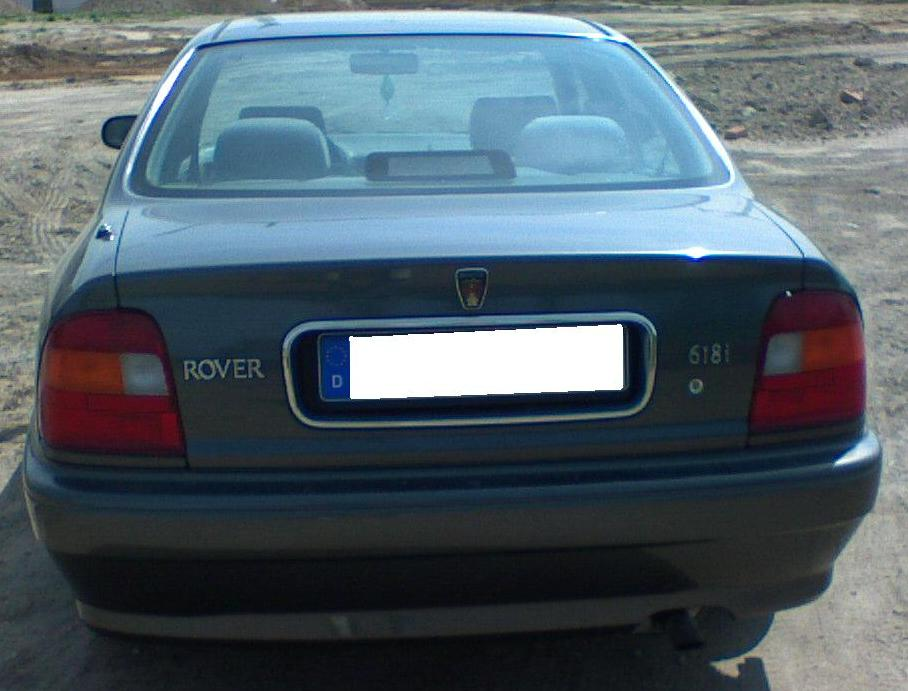
Parte trasera del Rover 618i.

El chasis derivado de Honda fue reportado teniendo en cuenta el equipo de Rover; los precios eran bastante competitivos en el segmento de los coches familiares de tamaño grande y considerablemente más bajo que el precio de coches ejecutivos compactos como el BMW Serie 3 y el Audi A4.
El Rover serie 600 compartía el mismo chasis (en algunos casos), motor y transmisión que el Honda Accord 1990-1993, teniendo similitudes en su interior. Rover logró darle su toque distintivo.

## Versiones
- 618i
- 618 Si
- 620i
- 620 Si
- 620 SLi
- 620 GSi
- 623 SLi
- 623 GSi
- 623 iS
- 620ti
- 620 Di
- 620 SDi
- 620 SLDi
- 620 GSDi